# جوريل هاتو
جوريل هاتو (بالهولندية: Jorrel Hato) (مواليد 7 مارس 2006) هو لاعب كرة قدم هولندي يلعب في مركز قلب الدفاع أو ظهير الأيسر مع نادي تشيلسي في الدوري الإنجليزي الممتاز والمنتخب الهولندي.